# Tabanus insidiator
Tabanus insidiator är en tvåvingeart som beskrevs av Austen 1922. Tabanus insidiator ingår i släktet Tabanus och familjen bromsar. Inga underarter finns listade i Catalogue of Life.